# Mamoussia
Mamoussia  este un oraș în Grecia în prefectura Ahaia.

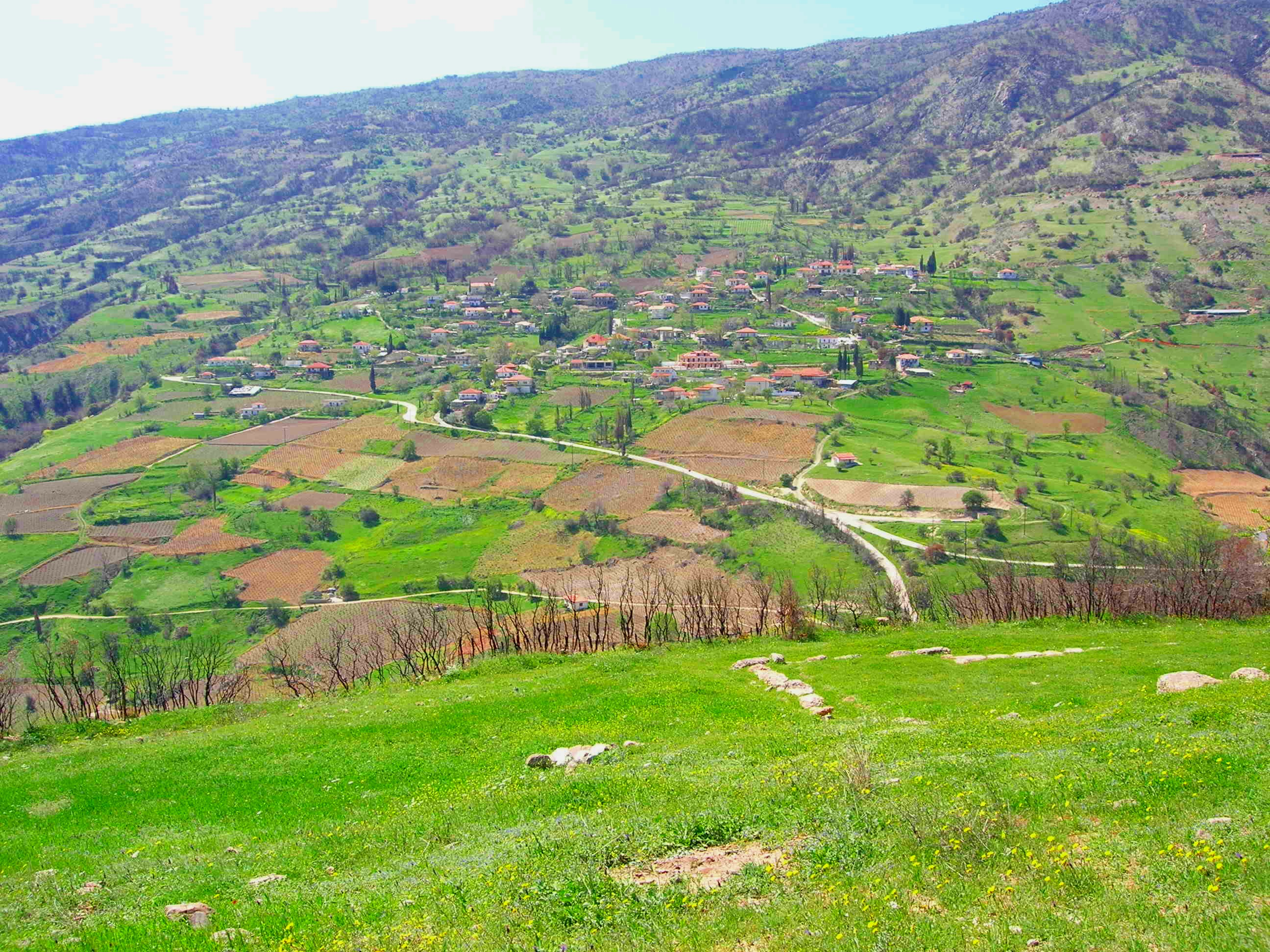
Mamoussia, 2008